# Marca tristalis
Marca tristalis är en fjärilsart som beskrevs av Pierre E.L. Viette 1956. Marca tristalis ingår i släktet Marca och familjen nattflyn. Inga underarter finns listade i Catalogue of Life.